# Branko Bubenik
Branko Bubenik (* 18. dubna 1940 Ivanić Grad, Království Jugoslávie) je chorvatský archivář a filmař. Je částečně českého původu.
Branko Bubenik se narodil v Ivanić Gradu otci Stanislavovi Bubenikovi a matce Marije Petek. Vystudoval technickou chemickou školu v Záhřebu (v roce 1960), roku 1974 dokončil Akademii pro divadlo, film a televizi v Záhřebu. Ve své práci se zabýval experimentální filmografií. Magisterská studia dokončil v rámci Centra pro studium knihovnictví, dokumentaci a informační vědu v roce 1984. Jako jeden z mála se v tehdejší Jugoslávii věnoval archivnictví audiovizuálních děl. Zabýval se hlavně otázkami degradací audiovizuálních nosičů a otázkami digitalizace jednotlivých děl. Svoji profesní kariéru ukončil v roce 2005. Za svůj život vydal přes 200 odborných prací o ochraně audiovizuálních materiálů, především televizních. Zabýval se také způsoby archivace filmového fondu HRT (Chorvatského rádia a televize); Archiv HRT je považován za jeho dílo, zasloužil se o jeho současnou podobu i fungování.